# الصراع في المسرح
الصراع المسرحي هو الاختلاف الناشئ من تناقض الآراء ووجهات النظر بالنسبة لقضية أو فكرة ما بين شخصيات المسرحية، ولذلك يقول النقاد: (لا مسرح بلا صراع)، فلو اكتفى الكاتب بتقديم شخصياته دون أن يضعها في مواقف تظهر ما بينها من صراع؛ فإنه لا يكون قد كتب مسرحية حقيقة، إنما قيمة المسرحية في اجتماع شخصياتها إزاء قضية أو فكرة تتصارع فيما بينها حولها فتتفق أو تختلف لتنتهي غلبة وجهة نظر هذه الشخصية أو تلك.

## أنواع الصراع
غالبًا هناك ثلاثة مستويات رئيسة من الصراع في النص المسرحي، ترتكز معظمها على الشخصية الرئيسة أو البطل، وعادةً ما يصيب الجمهور الملل إذا كان البطل هو الشخصية الوحيدة التي يقتصر الصراع عليها.
الصراع الخارجي
هو الفعل الجسدي الذي يحدث على خشبة المسرح. على سبيل المثال عمليات إطلاق النار والمطاردات والإثارة والانسحابات التي تسلي الجمهور، مثل هذا النوع من الصراع يكون له الثقل الأكبر في المسرحيات الكوميدية القائمة على الحركة والهزل، لأن هذا هو ما يرغب في مشاهدته جمهور المسرحية.
الصراع الداخلي
يعكس هذا النوع من الصراع نمو الشخصية والفوضى الداخلية التي تعاني منها دراميًا، وأكثر الشخصيات الدرامية المسرحية مثالاً للصراع الداخلي شخصية هاملت لشكسبير. يقدّم الصراع الداخلي بالضرورة الكثير من أشكال المونولوج أو الحوار الداخلي، يمكن اعتبار الصراع الداخلي أهم أنواع الصراع لأنه يعكس ما ستتعلمه الشخصية في نهاية العرض المسرحي وهو ما سينعكس بالضرورة على ما سيتعلمه الجمهور.
الصراع البَيني
يمكن اعتبار هذا النوع من الصراعات على مدى تفاعل الشخصيات الثانوية مع الشخصية الرئيسة وهو ما يخلق موجة كاملة من الصراع تحدث على اثر ذلك التفاعل. إن الشخصية الرئيسة تخلق ذلك الصراع مبدئيًا ويتم ملاحظة ردود فعل الشخصيات الثانوية، سواء كانت عنف أم جدل أم تساؤلات أم طاعة أم صمت.